# Raimar von Hase
Raimar von Hase (ur. 12 marca 1948) – namibijski farmer i działacz społeczny, od 2004 przewodniczący Namibijskiego Związku Rolniczego. 
Ukończył studia z dziedziny ekonomii rolnictwa na Uniwersytecie w Pretorii. W 1975 rozpoczął pracę na własnej farmie Jena w regionie Uhlenhorst, gdzie zajmuje się głównie produkcją futer. W latach 1984–1992 był członkiem Zarządu Producentów Karakułów oraz Międzynarodowego Sekretariatu Producentów Karakułów, zasiadał również w zarządzie Agry. Obecnie jest członkiem zarządu Stowarzyszenia Farmerów Uhlenhorst (ang. Uhlenhorst Farmers Assocation). W 2004 zastąpił Jana de Weta w roli przewodniczącego Namibijskiego Związku Rolniczego (ang. Namibia Agricultural Union, NAU), który zrzesza 2 tys. białych farmerów. Stara się przyjmować postawę koncyliacyjną wobec polityki rządu SWAPO, zdecydowanie odrzuca głosy porównujące namibijską reformę rolna do sytuacji w sąsiednim Zimbabwe. 